# Pont de pierre (Bordeaux)
Pour les articles homonymes, voir Pont de pierre.
Le pont de pierre est un pont à voûtes en maçonnerie franchissant la Garonne à Bordeaux. Il permet de relier le centre-ville au quartier de La Bastide, sur la rive droite.
Le pont de pierre, commencé sous Napoléon Ier en 1810, et achevé sous Louis XVIII en 1822, a été conçu par les ingénieurs Claude Deschamps et Jean-Baptiste Basilide Billaudel. 4 000 ouvriers y travaillèrent. D'une longueur de 487 mètres, l'ouvrage présente 17 arches construites sur 16 piles. Le pont, d'une largeur initiale de 14,6 mètres, est passé à une largeur de 19 mètres en 1954. Il est construit en pierre et en brique, avec la particularité de comporter des espaces vides intérieurs.
Contrairement à une croyance populaire, il n'a jamais été décidé de construire le pont avec 17 arches pour correspondre au nombre de lettres de Napoléon Bonaparte. À l'origine, le pont devait compter 19 arches, mais pour des questions budgétaires et architecturales, deux arches ont finalement été retirées du projet en 1819.
Le financement de l'ouvrage, à hauteur de 6,5 millions de francs fut mixte : le négociant bordelais Pierre Balguerie-Stuttenberg créa, en 1818, la Compagnie du pont de Bordeaux pour lever les financements privés nécessaires à l'achèvement des travaux, pour un montant de 2 millions de francs. En contrepartie la Compagnie du pont bénéficiera d'un droit de péage. Celui-ci sera racheté par la ville de Bordeaux en 1863, ce qui permet le rattachement de La Bastide à Bordeaux au 1er janvier 1865.
Le pont de pierre est inscrit monument historique depuis le 17 décembre 2002.

## Géographie et urbanisme

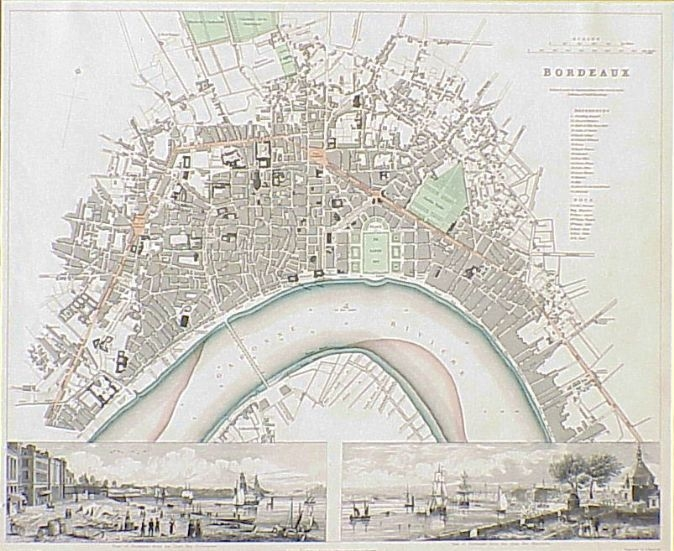
Plan de Bordeaux en 1840.

Le pont de pierre modifia la configuration de Bordeaux en lui faisant prendre possession, en 1865, du quartier de La Bastide situé sur la rive droite où la ville allait pouvoir s'étendre et implanter de nouvelles installations portuaires.

### Situation
Le pont de pierre relie le centre-ville de Bordeaux par le cours Victor-Hugo et la place de Bir-Hakeim avec la porte de Bourgogne au quartier de la Bastide par la place Stalingrad et l'avenue Thiers.
Le commerce bordelais s'opposait à un pont qui eût condamné la partie du port de la Lune située en amont de l'ouvrage et en particulier les chantiers navals de Paludate, ce qui finit par se produire.
L'actuelle place Stalingrad devait recevoir un décor néoclassique entourée d'arcades qui aurait offert un pendant « moderne » à l'actuelle place de Bir-Hakeim avec la porte de Bourgogne, mais cet aménagement ne fut pas réalisé.
Une perspective fut créée jusqu'aux coteaux de Cenon avec l'actuelle avenue Thiers. Puis une nouvelle voie conduisait à un autre ouvrage de Claude Deschamps avec le pont de Libourne sur la Dordogne construit entre 1820 et 1824.

### Annexion de La Bastide
Dès 1821, le maire de Bordeaux Joseph-Marie de Gourgue et son conseil municipal demandent à Louis XVIII l'autorisation de réunir une partie du territoire de Cenon à Bordeaux. Le projet est refusé par le maire de Cenon Joseph Tranchère de Chateauneuf et Bordeaux n'obtient pas l'extension de l'octroi sur ce territoire. Puis en 1847, le député Alexandre-Étienne Simiot relance ce projet d'annexion en ces termes :
« Une grande ville en possession d'un grand fleuve… dans l'intérêt de sa prospérité commerciale doit masser sa population autour de son port…. Ce port sera le plus près possible, en face de nous, à La Bastide, et pour cela il faut que cette localité fasse partie de Bordeaux. L'intérêt immédiat de la ville exige cette réunion, et comme corollaire, le pont doit être affranchi de tout péage. »
C'est alors le conseil municipal de Bordeaux qui refuse le projet.
En 1853, le préfet Pierre de Mentque organise une commission, présidée par le maire de Bordeaux Antoine Gautier, chargée d'étudier non seulement l'annexion de La Bastide mais aussi de territoires sur la rive gauche (Caudérant, Mérignac, Bègles…). Antoine Gautier refuse finalement le projet préfectoral.
Enfin en 1863, c'est le maire Pierre Castéja qui rachète le péage du pont de pierre en échange de l'agrandissement de Bordeaux sur la rive droite. Le décret impérial du 27 avril 1864 décide de l'annexion de plus de la moitié de Cenon ainsi qu'une partie de Floirac et de Lormont. Cette décision devient effective au 1er janvier 1865 avec la création du nouveau quartier Bordeaux-Bastide.

## Historique
Depuis l'Antiquité, Bordeaux se heurtait à l'infranchissable Garonne, animée par le flux et le reflux des marées et sujette à des crues violentes. Pour pénétrer dans la ville les voyageurs devaient traverser le fleuve sur des bacs.

### Genèse
En 1771, l'ingénieur Le Ragois de Saint-André effectua un voyage d'études en Europe et présenta un projet de pont de pierre. Puis en 1772, l'intendant Louis-Urbain-Aubert de Tourny fait adopter par Philibert Trudaine de Montigny, Directeur des Ponts, le principe de la construction d'un pont franchissant la Garonne.
L'architecte Jean-Rodolphe Perronet, qui créa en 1775 l'École royale des ponts et chaussées (aujourd'hui École nationale des ponts et chaussées) et maitre d'œuvre du pont de la Concorde à Paris, considérait impossible la construction d'un pont à Bordeaux compte tenu des conditions difficiles du fleuve. Le maréchal de Richelieu, gouverneur de Guyenne, à qui l'on proposa de poser la première pierre répondit « qu'il aimerait mieux en poser la dernière! ». En effet, le projet de Le Ragois fut abandonné et les autorités envisagèrent alors une passerelle de bateaux.

### L'impulsion napoléonienne
En avril 1808, Bordeaux accueille pour la première fois l'empereur Napoléon Ier, sur la route de son trajet vers Bayonne, où l'attend la famille royale espagnole des Bourbons. Bonaparte arrive à Bordeaux dans un atmosphère tendue en dépit des festivités qui ont été organisées en son honneur. La ville a été durablement affaiblie par les excès de la Révolution, la perte de Saint-Domingue, et la dynamique du blocus continental. Les espoirs soulevés lors de la paix d'Amiens ont été vite déçus et la situation économique de la ville se dégrade d'année en année. Lors de son passage du 4 avril, Napoléon est frappé de l'incommodité du passage de la Garonne, particulièrement pénalisante pour le transport de troupes. Ainsi, après son arrivée à Bayonne, l'empereur prend, le 25 avril 1808, un décret énumérant la liste des travaux nécessaires à Bordeaux, incluant un pont. Cette manœuvre vise à la fois à s'attirer la sympathie des élites commerçantes et faciliter l'acheminement des troupes. En effet, lors de la guerre d'indépendance espagnole, ses troupes se dirigeant vers la péninsule ibérique ont dû franchir la Garonne au moyen d'embarcations.
Les décrets datés des 12 août 1807 et 25 avril 1808 stipulent : 

« Pour preuve particulière de l'intérêt que nous lui portons et de notre satisfaction pour les sentiments patriotiques qui l'animent, pour le courage et la dignité avec lesquels elle supporte les privations que les circonstances imposent plus spécialement à ses habitants et à son commerce plus qu'à tout autre partie de l'empire...une somme de 350 000 francs doit être versée dans les caisses de la ville sur les fonds de 400 000 francs affectés aux travaux du pont sur la Garonne par le budget de 1807. »

Un autre décret du 26 juin 1810 précise les modalités de financement, celui-ci devant être supporté pour moitié par l’État, et pour moitié par la ville de Bordeaux. Il prévoit que le pont soit construit en bois car « L'économie,… les besoins militaires, ne pouvaient plus se satisfaire des traversées par bacs. »

L'ingénieur des Ponts et Chaussées Claude Deschamps est désigné responsable des travaux.

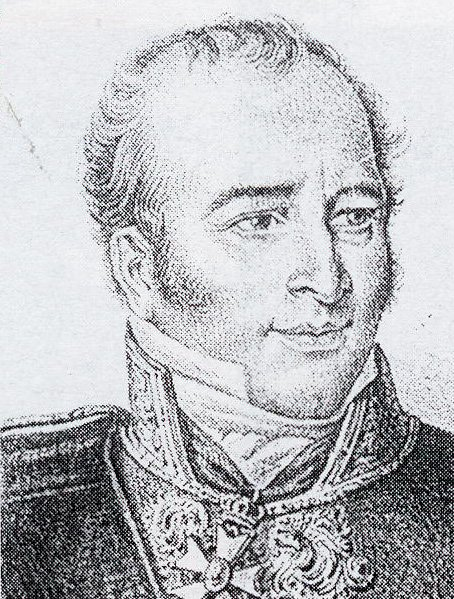
Claude Deschamps, ingénieur des ponts et chaussées et concepteur du pont de pierre.

### Chronologie des travaux
Les travaux commencent en octobre 1810 sous la direction de l'ingénieur Didier puis celle de l'ingénieur en chef, Charles-Chrétien-Constant Vauvilliers, lui-même sous les ordres de Claude Deschamps. Les travaux de Vauvilliers concernent uniquement les fondations des piles.
Claude Deschamps mènera l'opération à son terme, mais près de dix ans plus tard. À la chute de l'empire en 1814, le projet s'arrête par manque de financement. Les travaux reprennent en 1818. En 1819, la décision est prise d'un pont uniquement en maçonnerie de briques et de pierres. Le pont est ouvert au public le 1er mai 1822, la facture totale sera de 8 260 074 francs.

### Construction
La construction du pont est d'abord prévue en bois reposant sur des piles en pierre, puis avec des voûtes en fer, les deux projets présentant une travée mobile. Le pont en pierres et en briques fut décidé en 1819. Durant les douze années de la construction, les ingénieurs, Claude Deschamps et son gendre Jean-Baptiste Billaudel, futur maire de Bordeaux, doivent faire face à de nombreux problèmes en raison du courant très fort à l'endroit choisi.
La pose de la première pierre est effectuée en décembre 1812. Un an plus tard, en décembre 1813, une crue de la Garonne emporte les pieux d'échafaudage et les fondations de cinq piles côté rive droite, tandis que celles situées côté rive gauche sont envahies par la vase. À la fin de l'Empire en 1815, six piles seulement ont pu être construites et les travaux s’arrêtent faute de financement.
En 1816, Pierre Balguerie-Stuttenberg, soutenu par Joseph-Henri-Joachim Lainé, prend la tête d'une société anonyme, la Compagnie du pont de Bordeaux, composée d'armateurs et de négociants bordelais dont Daniel Guestier, Paul Portal et Walter Johnston, afin de poursuivre la construction du pont de pierre, en assurant un financement complémentaire à celui de l'État. L'association propose au gouvernement d'apporter deux millions de francs pour continuer les travaux sur un budget global de 6,5 millions de francs. En échange de ce financement, une concession de l'exploitation du pont serait accordée pendant 99 ans à la société avec un droit de péage. L'état accepte cette offre avec comme condition de terminer les travaux sous trois ans.
Les travaux reprennent donc en 1819, date à laquelle Claude Deschamps propose au Conseil général des Ponts et Chaussées la construction d'un pont en maçonnerie, car il estime que les voûtes en pierre permettent des portées plus importantes que la charpente en fer prévue initialement. Il prévoit de construire dix-sept arches en pierre dans le délai imparti de trois ans. Le Directeur Général des Ponts et Chaussées Louis Becquey accepte cette nouvelle proposition technique, sous réserve que chaque pile soit chargée pendant 3 mois par un poids équivalent à celui d'une voûte, afin de vérifier sa résistance à la charge. Les piles sont construites sur 220 pieux de pin des Landes et de sapin, enfoncés d'une dizaine de mètres de profondeur jusqu'au terrain stable. Les pieux ont été recépés à 4 mètres sous le niveau des basses eaux. Les têtes des pieux sont reliées par un chevêtre, et les vides ont été comblés par des pierres. C'est grâce à une cloche de plongée empruntée aux Britanniques que les piliers du pont sont stabilisés. La brique de parement extérieur provient de la vallée du Dropt. Les briques de la maçonnerie intérieure sont fabriquées à La Bastide, avec du limon de la Garonne, et cuites grâce à deux fours. La pierre est extraite des carrières de Saint-Macaire. Son durcissement au contact de l'air et de l'eau lui a donné une grande résistance. La pierre de Vianne est également utilisée pour cet ouvrage, et pour d'autres ponts de la région.

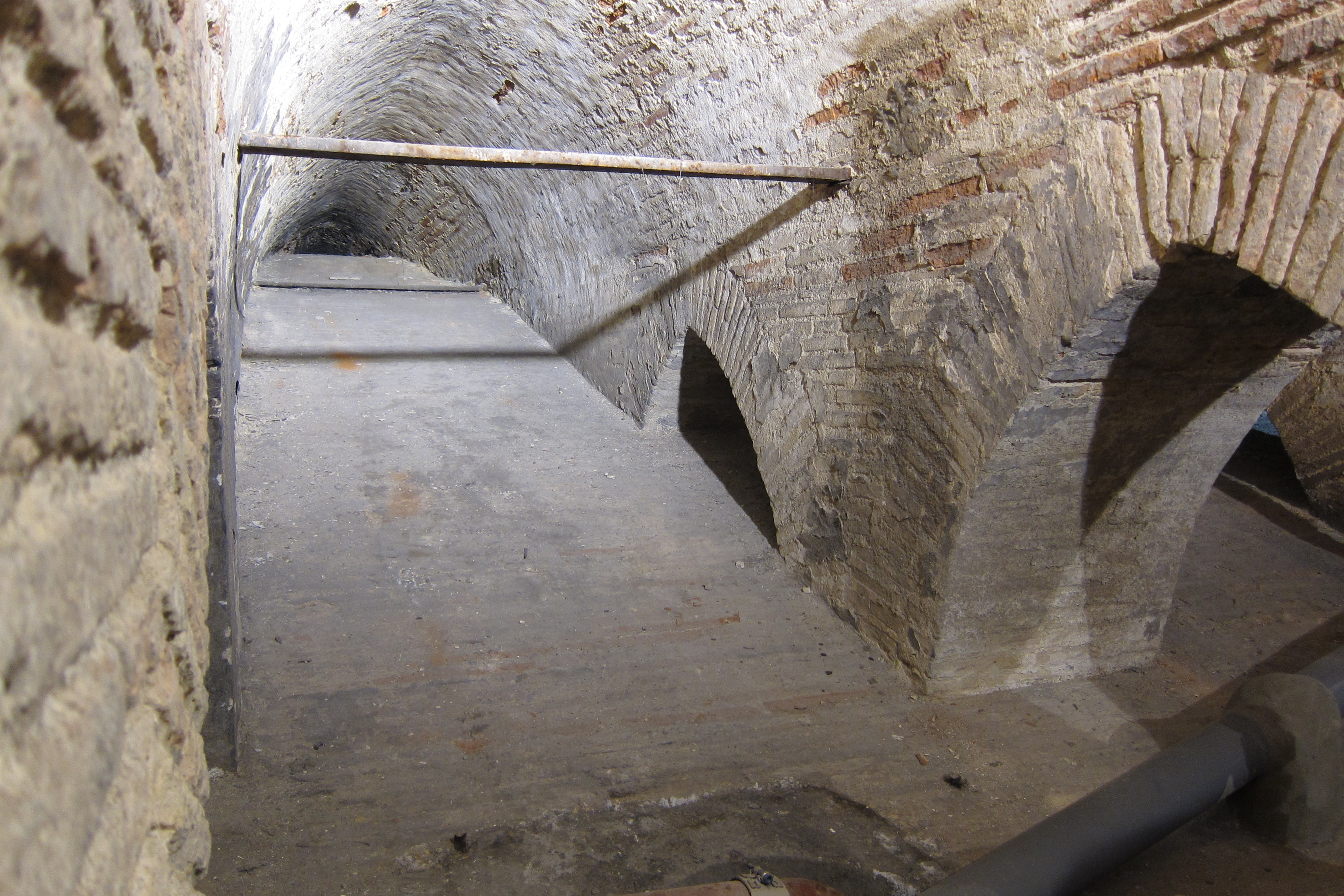
Vue intérieure du pont.

Les piles sont fondées à l'intérieur d'un caisson étanche en bois. Pour alléger l'ouvrage, le tablier du pont est creux. Ainsi, des galeries longitudinales aménagées sous les trottoirs permettent l'accès à une salle voûtée située au-dessus de chaque pile.
Le pont comporte dix-sept arches. Sur les côtés, chaque pile de briques est rehaussée d'un médaillon blanc dans lequel devait être inscrit le monogramme de Louis XVIII. Deux pavillons de péage, décorés de portiques, avec colonnes d'ordre dorique, sont construits à l'extrémité du pont. L'ouvrage est achevé en 1821 pour le gros œuvre, 4 000 ouvriers y auront travaillé. Le préfet de la Gironde Camille de Tournon-Simiane pose alors la dernière pierre.
Le 30 avril 1822, une messe est célébrée dans la cathédrale pour la fin des travaux et l'archevêque Charles François d'Aviau du Bois de Sanzay bénit le pont de pierre, puis un banquet de 150 couverts, au milieu du pont, est donné. L'ouvrage est ouvert à la circulation du public le 1er mai 1822.
Les aménagements périphériques du pont sur chacune des rives de la Garonne et en particulier les rampes d'accès convergentes, talutées, elles aussi à parement de briques, seront achevées vers 1830.

### Exploitation

#### XIXesiècle

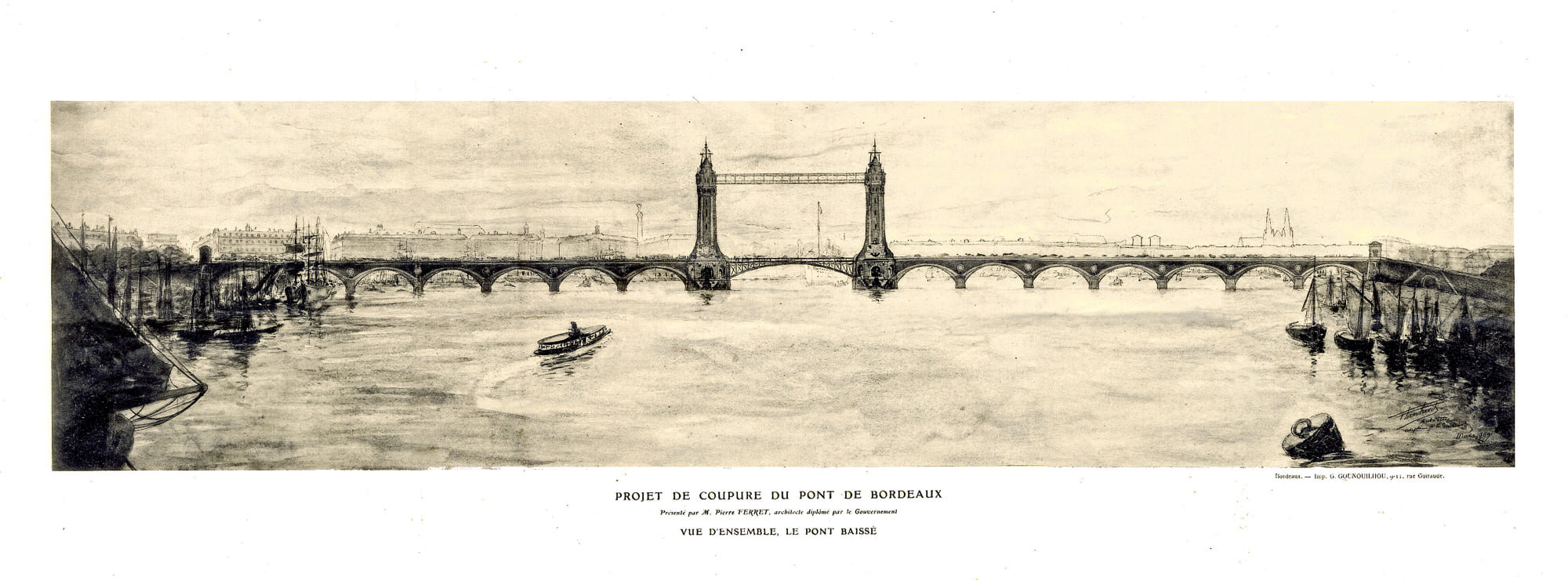
Bordeaux - Pont de Pierre - projet de modification par E. Ferret 1906.

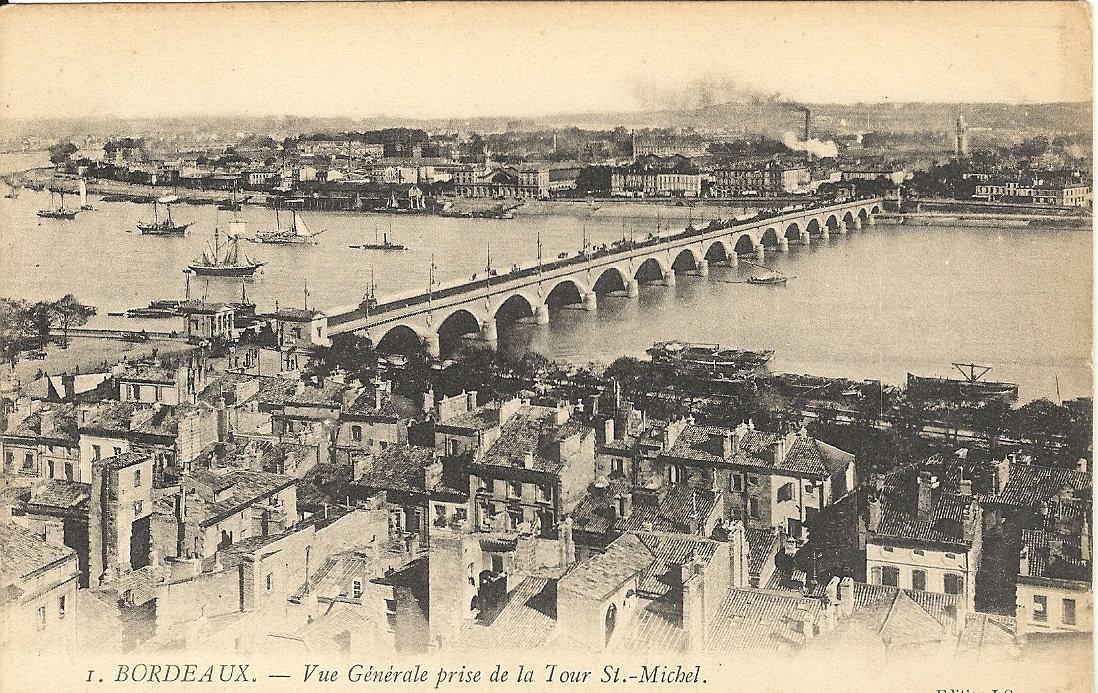
Les deux bâtiments de l'octroi sont encore visibles sur cette carte postale de 1907.

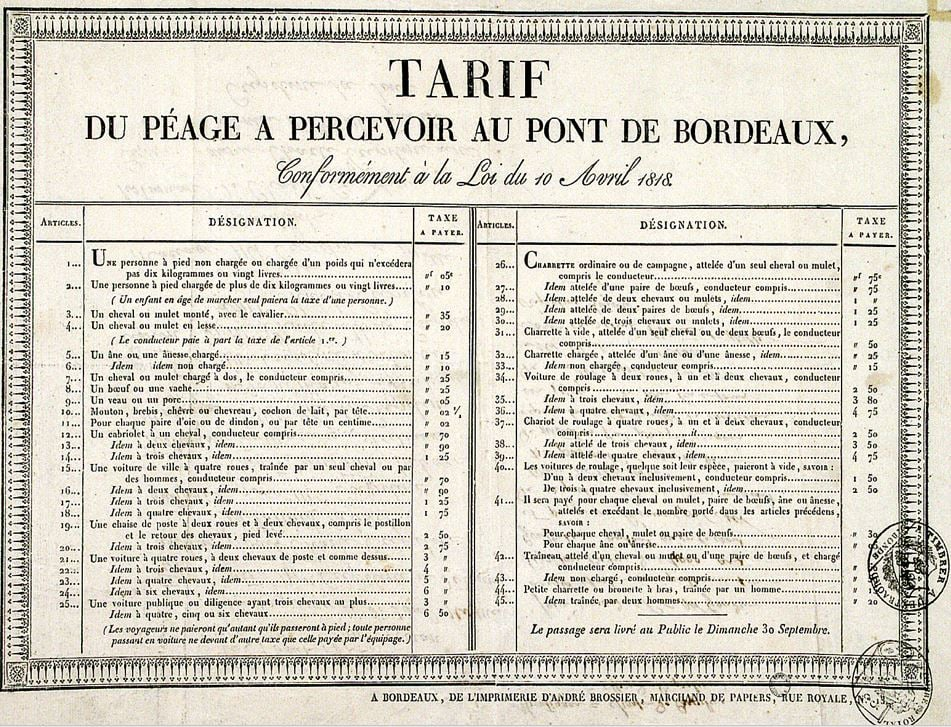
Tarif du péage, avril 1818.

En 1860, un premier élargissement de la chaussée est effectué.

#### XXesiècle
En 1921, un incendie ravage les galeries intérieures du pont. Dans celles-ci sont placées des canalisations d'eau et de gaz.
En 1939, le pont est toujours considéré comme insuffisamment large pour permettre l'urbanisation de la rive droite. Après étude, il est envisagé de démolir le pont et de le remplacer par un nouvel ouvrage plus large. Une décision ministérielle est prise le 3 décembre 1941 pour détruire le pont de pierre, le début de la seconde Guerre mondiale ne permettra pas cette démolition.
À la fin de la guerre, les troupes allemandes installent une ligne d'explosifs sur le pont dans le but de le faire sauter. On raconte que le 27 août 1944, le dispositif aurait été désamorcé par un guérillero espagnol de 30 ans, Pablo Sánchez. En s'éloignant du pont, celui-ci est abattu place des Salinières par une rafale de mitraillette. Si le résistant espagnol est bien tombé ce jour-là au débouché du pont, une étude récente établit que son « sauvetage » de l'ouvrage est un épisode romancé.
En 1954, il est effectué l'élargissement du pont qui passe de 14,8 à 19 mètres ; à cette occasion, les deux bâtiments de l'octroi sont démolis. Ainsi il est créé quatre voies de circulation, deux pistes cyclables et des trottoirs. Cet élargissement a nécessité la démolition de la corniche et des modillons du pont qui ont été remplacés par un encorbellement en béton armé. Les travaux ont été exécutés sous la direction de l'ingénieur des Ponts et chaussées Renoux.
Ce pont reste le seul pont bordelais permettant la circulation routière jusqu'à la construction du pont Saint-Jean en 1965.
Dans les années 1980, de nouveaux candélabres et des garde-corps sont conçus par les architectes Jean de Giacinto, Alain Loisier et Bernard Nivelle,.
Les piles deux et trois de l'ouvrage ont fait l'objet entre 1992 et 1993 de travaux de renforcement par micropieux en béton. En effet entre 1990 et 1992, ces deux piles se sont enfoncées de un à deux centimètres par an (alors que pour les autres piles l'enfoncement se limitait à 1,5 mm par an). Depuis la construction, en 1821, les tassements de ces deux piles sont estimés à 50 cm. Ces mouvements se sont accompagnés d'une « fracturation transversale des fûts de piles » qui a conduit à la mise en place de corsets en 1899 pour la pile deux et en 1910 pour la pile trois.

#### XXIesiècle

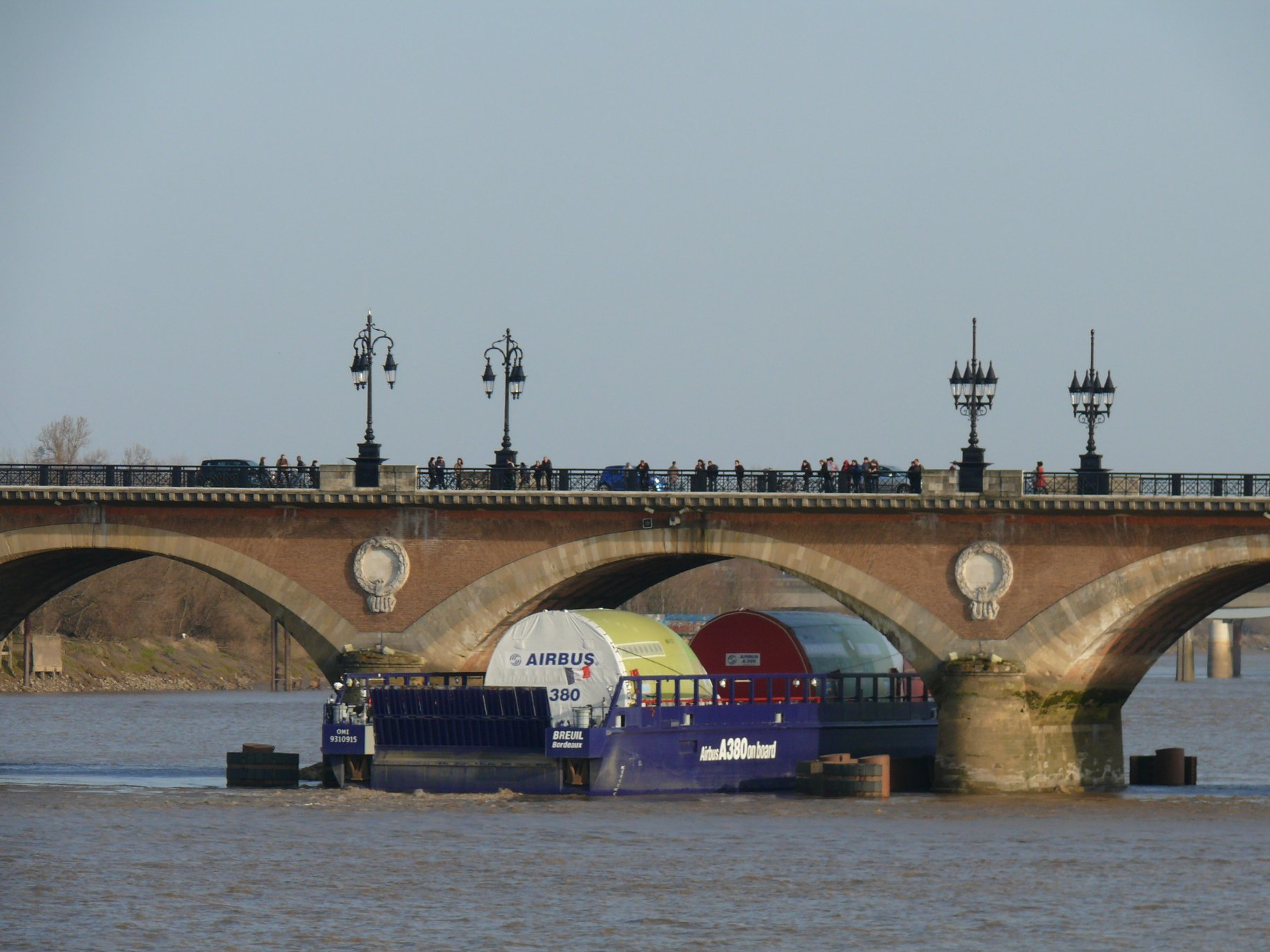
Transport de pièces de l'A380.

En 2003, deux voies de circulation sont réservées pour la ligne  du tramway de Bordeaux alors en cours de réalisation.
Puis en 2004 des travaux d'aménagement ont été réalisés pour permettre le passage, à marée basse et en l'absence de courants, des barges qui acheminent par la Garonne des éléments de l'Airbus A380 jusqu'à Langon. Ces travaux, réalisés par la société Balineau, concernent la mise en place de quatre ducs-d’Albe, deux en aval et deux en amont des piles huit et neuf. Chaque duc-d’Albe est constitué de trois pieux d'un diamètre de 1 300 mm, liés par une coiffe. Par ailleurs, deux poutres de 38 mètres de long pesant chacune 120 tonnes et encastrées sur quatre pieux, servent de glissière de sécurité. Les travaux ont été exécutés dans un délai de sept mois pour un coût de quatre millions d’euros et financés par Airbus.
Des travaux sont envisagés pour 2014 ou 2015, afin de consolider des piles du pont qui s'enfoncent d'environ 1,5 mm par an. Pour réaliser ceux-ci, le pont devra être fermé à la circulation. Le trafic serait alors dévié sur le pont Saint-Jean et le nouveau pont Jacques-Chaban-Delmas. Par contre le maintien du passage du tramway pendant les travaux reste à l'étude. Le 31 mars 2017, Bordeaux Métropole fait un appel aux dons pour la consolidation de l'édifice.

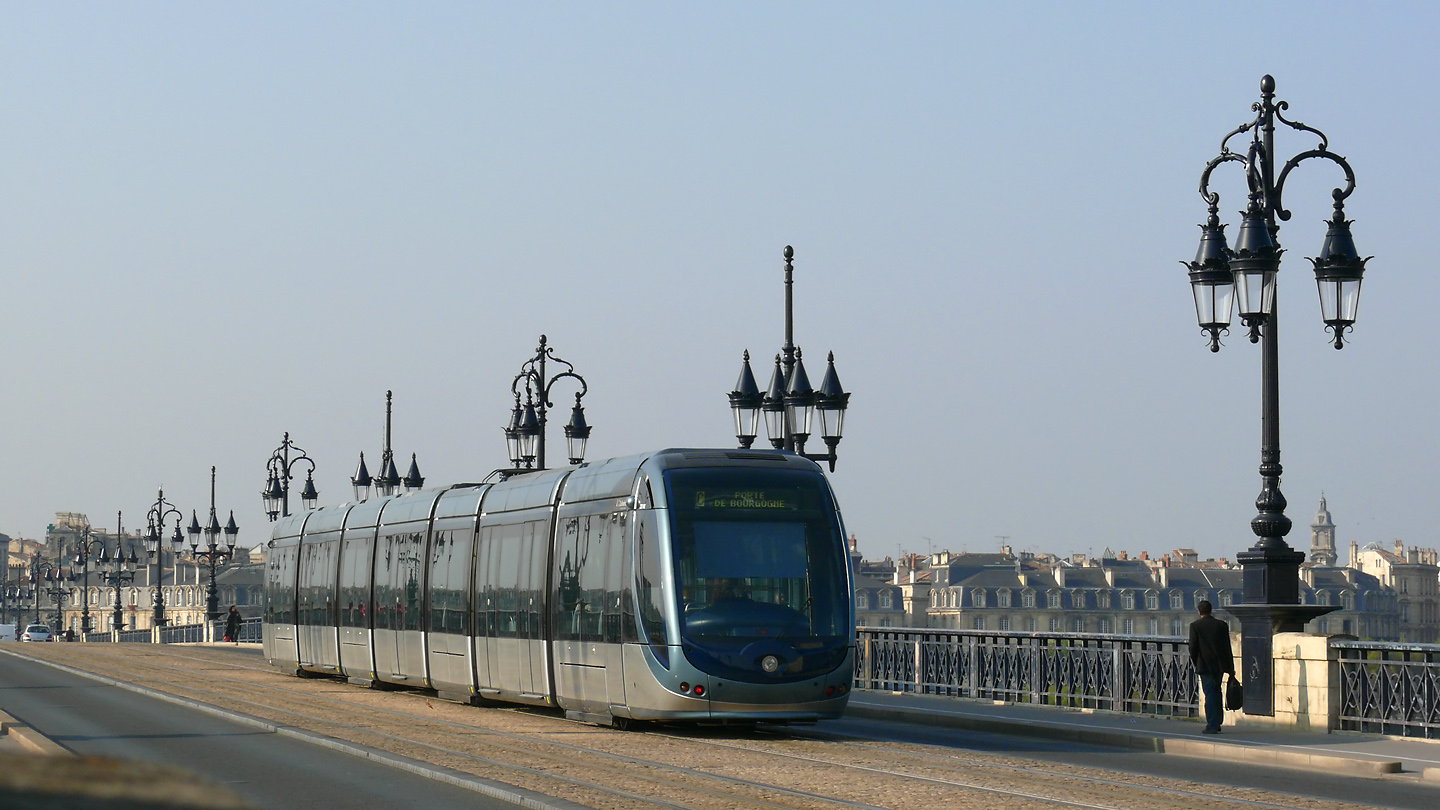
Tramway traversant le pont de pierre.
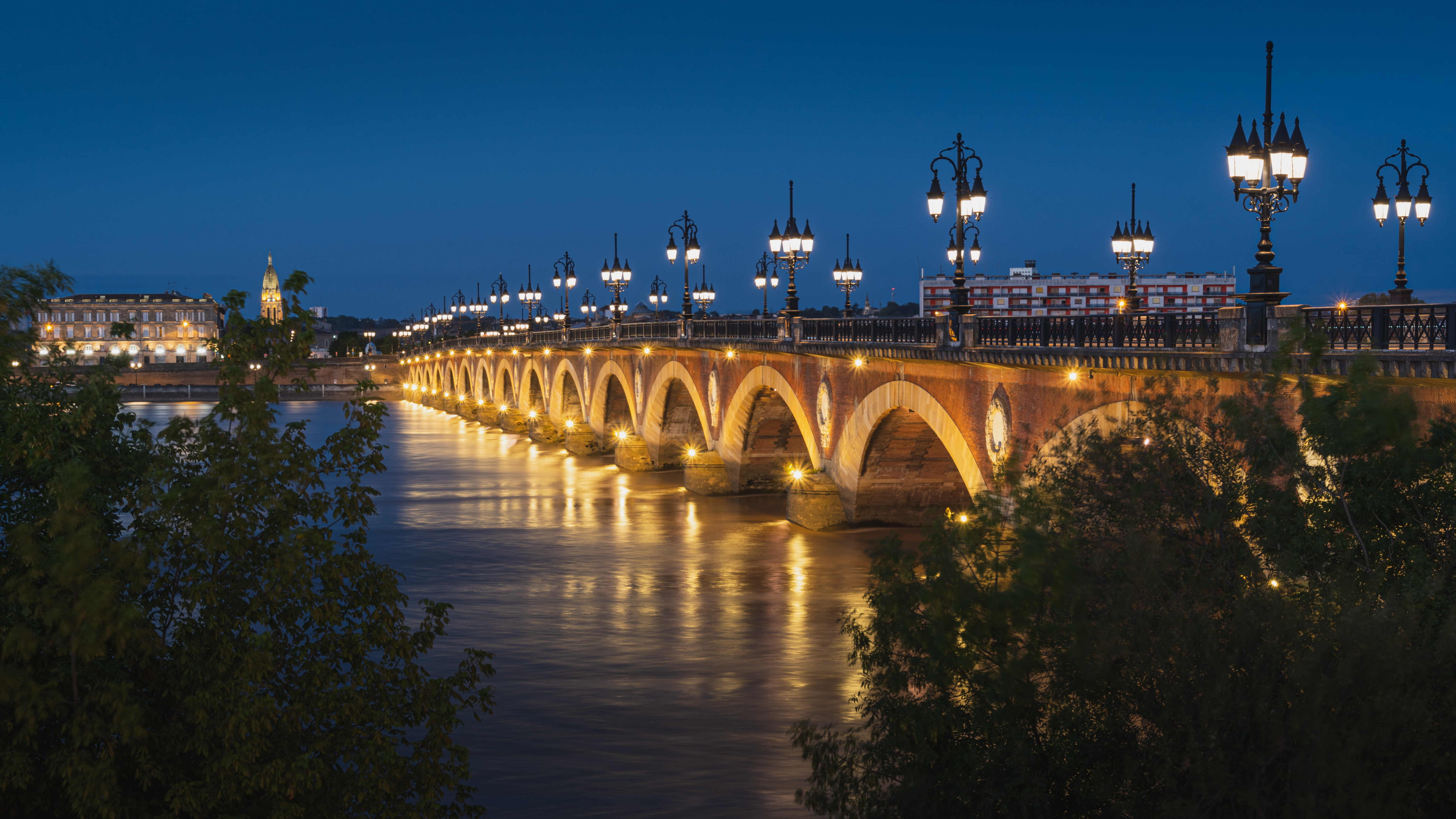
Vue depuis la rive gauche de la Garonne.

Depuis mi-2018, le pont est ouvert aux tramways, vélos et piétons seulement, mais fermé à la circulation de trafic motorisé (exception faite des services d'urgence, taxis et bus).
Une rénovation complète du pont est prévue en 2023 pour une durée de deux ans. La phase d'étude a débuté le 19 avril 2021, et est prévue jusqu'à juillet de la même année. Durant cette étude, une voie — dans le sens rive gauche à rive droite — est condamnée. Les cyclistes circulent dans les deux sens sur une seule voie, comme les piétons qui ne peuvent emprunter qu'un seul coté du pont. La circulation du tram est cependant maintenue normalement. Les services d'urgence circulent sur les voies du tram. Les taxis sont interdits.

## Évocations du pont

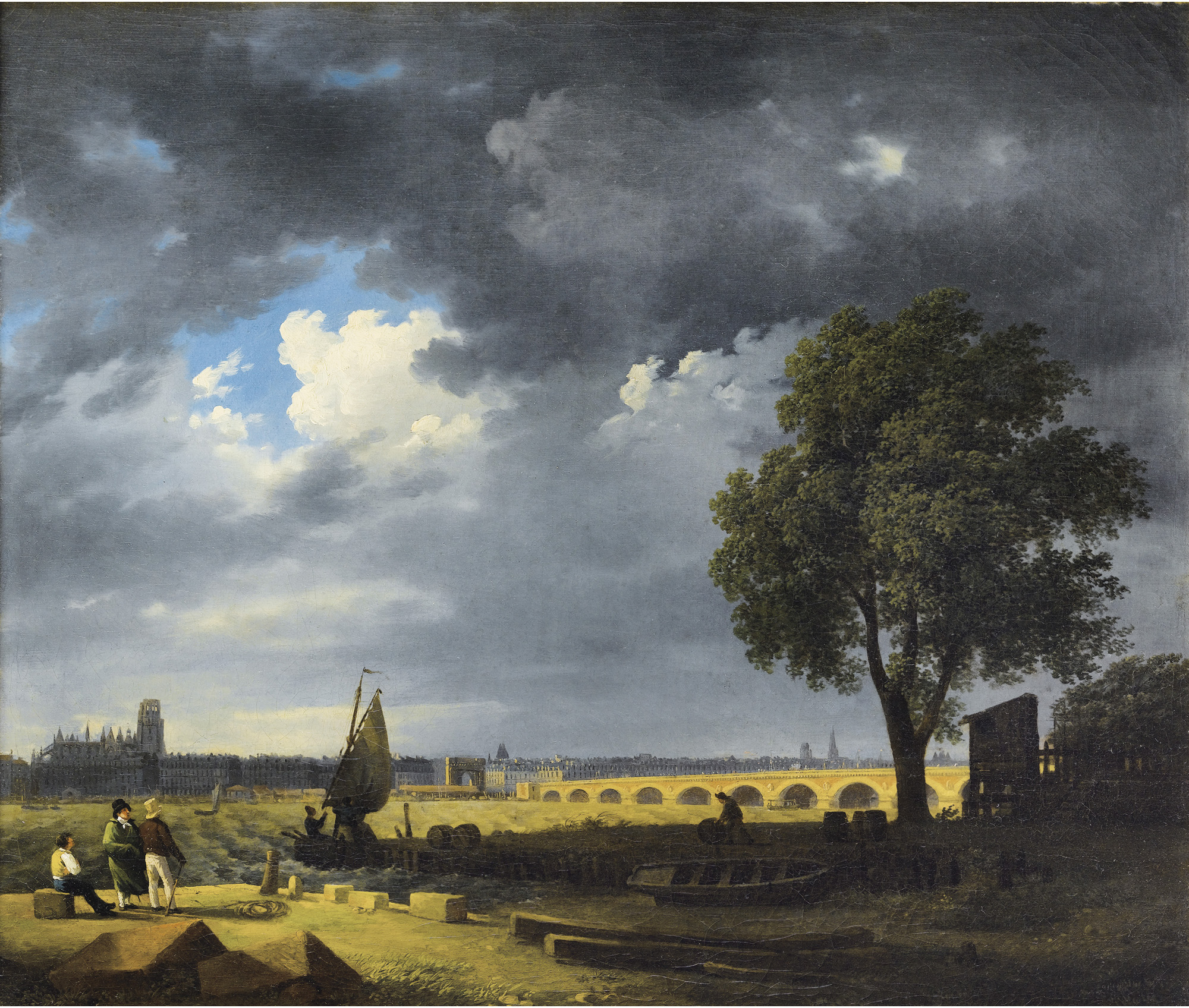
Huile sur toile de Jacques-Raymond Brascassat

### Peinture
Avant même la fin de la construction, dès 1821, Ambroise Louis Garneray dans deux huiles sur toile, décrit l'aspect initial du pont avec sa polychromie blanche et rose, les guichets d'octroi (détruits en 1954) et le parapet en pierre. À la fin de sa construction en 1822, le peintre bordelais Jacques-Raymond Brascassat représente le pont de pierre.
Puis plusieurs peintres viendront directement s'en inspirer : Pierre Brun avec Sur le pont de pierre vers 1830, Jean-Paul Alaux avec Vue de Bordeaux prise des hauteurs de Floirac en 1832, Charles Lacoste avec Le pont de pierre sous la pluie en 1893, Jean-Gabriel Domergue en 1912 réalise Les quais de Bordeaux , Jean Despujols peint en 1917 Déchargement de charbon devant le pont de pierre…

### Philatélie
Plusieurs timbres évoquent le pont de pierre, dessinés et gravés par des artistes célèbres tels que Jean Pheulpin, Albert Decaris ou Claude Durrens.
Le 26 avril 2004 est émis un timbre touristique de 0,50 € sur Bordeaux. Il représente le pont de pierre et une rame du tramway de Bordeaux inauguré le 21 décembre 2003. Il a été remarqué que, contrairement à ce que montre le timbre, le tramway passe sur le pont, et non sur un deuxième pont à côté. Le dessin est l'œuvre de Claude Andréotto, gravé par Claude Jumelet pour une impression en taille-douce. Le timbre est retiré de la vente le 12 novembre 2004.